# ヴィオロ
VIORO（ヴィオロ）は、福岡県福岡市中央区天神2丁目10番3号にある大型ファッションビルである。2006年9月15日に開業した。
名前の由来は、イタリア語で「最良の時」・「花」を意味する“fiore”と「真実」を意味する“vero”を組み合わせた造語。

ヴィオロの写真
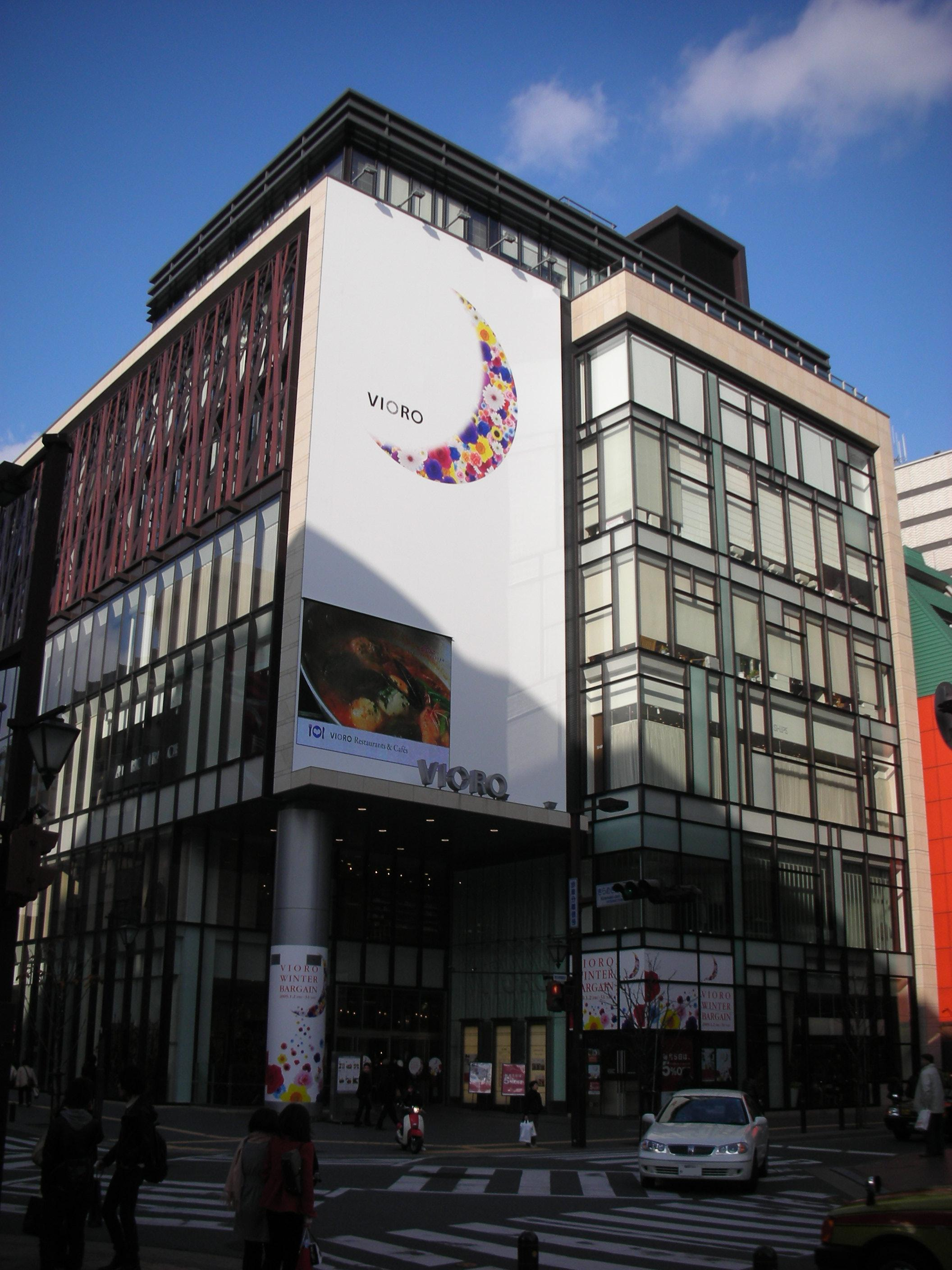
VIORO（2009年1月）
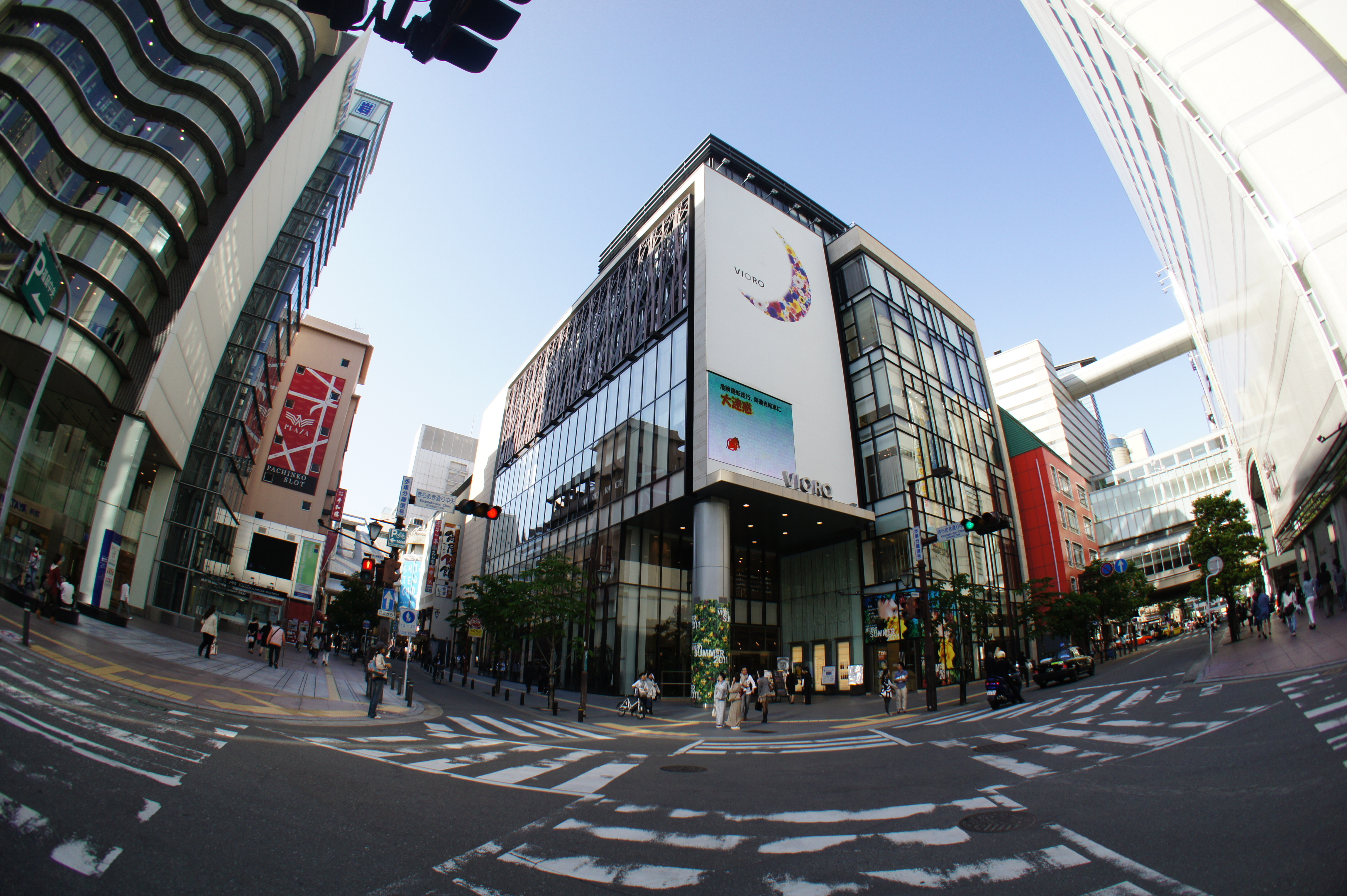
VIORO周辺（2011年5月） 魚眼レンズで撮影

## 構造
地下2階、地上8階建て。店舗数は約60店舗で、そのうちの約7割が九州初出店の店である。
地下2階部分できらめき地下通路と直結していて、雨の日でも天神の各大型商業施設や天神地下街に雨に濡れずに行ける。
- B2F - ファッション
- B1F - ファッション、カフェ
- 1F - ファッション
- 2F - ファッション
- 3F - ファッション
- 4F - ファッション、カフェ
- 5F - ライフスタイル、カフェ
- 6F - インテリア、カフェ
- 7F - レストラン